# Бесленеевская
Беслене́евская — станица в Мостовском районе Краснодарского края России. Административный центр и единственный населённый пункт Бесленеевского сельского поселения.

## География
Расположена в 20 км юго-западнее посёлка городского типа Мостовской в долине реки Ходзь, в горно-лесной зоне.

## История
Станица Промежуточная основана 22 августа в 1861 году. В 1863 году переименована в Бесленеевскую, название дано по адыгскому этносу бесленеевцам, жившим в этих местах до Кавказской войны. От него же пошло адыгское название станицы — адыг. Бэслъэнэйхьабл, Бэслъэнэй къуадж.
Входила в Майкопский отдел Кубанской области.
В станице родился Герой Советского Союза Константин Зайцев.

## Население
| 2002  | 2010  | 2012  | 2013  | 2014  | 2015  | 2016  |
| ----- | ----- | ----- | ----- | ----- | ----- | ----- |
| 1561  | ↘1413 | ↘1382 | ↘1378 | ↘1367 | ↘1349 | ↘1343 |
| 2017  | 2018  | 2019  | 2020  | 2021  | 2023  |       |
| ↘1331 | ↘1321 | ↘1315 | ↘1310 | ↗1396 | ↘1378 |       |